# フェリックス・アルント

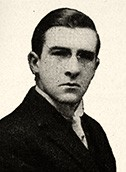
フェリックス・アルント (1910年から1918年の間)

フェリックス・アルント（Felix Arndt、1889年5月20日 - 1918年10月16日）は、アメリカ合衆国のラグタイム音楽のピアニスト、作曲家。1916年に、ラグタイムとしては最初のノベルティ的なピアノ曲と考えられている「Nola」を作曲した。この曲は複雑なスタイルで、ピアニストの腕前を披瀝することが意図されている。アルントは1918年に、世界的流行（パンデミック）となったスペインかぜのために、29歳でニューヨークに没した。

## 経歴
フェリックス・アルントは、1889年5月20日に、ニューヨークで生まれた。母親のシャルロッテ・アーピュア・アルント (Charlotte Harpeur Arndt) は、フランス人の父（フェリックスの祖父）とスペイン人の母（フェリックスの祖母）の間に、スペインで1851年に生まれた。母は、フェヴリエール女伯爵 (comtesse de Février) と称されており、ナポレオン3世につながる血筋であった。フェリックスの父は、アンドレアス・W・ユーゴ・アルント (Andreas W. Hugo Arndt) という、スイス生まれの大工であった。夫妻は、1888年にマンハッタンで結婚していた。フェリックスには、1890年生まれの妹、シャルロッテ・A・アルント (Charlotte A. Arndt) がいた。フェリックスは公立学校で教育を受けたが、ピアノは独学で学び始めた。やがて、和声と楽理を学ぶようになったが、その教師のひとりは、フランツ・リストの弟子だったピアニスト、カール・ラッチムンドであった。
1908年、19歳のときに、アルントは最初のワルツ作品を出版した。1912年には、バンジョー奏者の兄弟フレッド・ヴァン・エプス (Fred Van Eps)、ビル・ヴァン・エプス (Bill Van Eps) とともに、ヴァン・エプス・トリオ (Van Eps Trio) を結成した。以降、1917年まで、このトリオは多数のラグタイム曲の録音を行なった。1914年以降、アルントはピアノロール、つまり自動ピアノ用の巻取紙の製作を手がけるようになった。アルントは、デュオ・アートとQRSのためにピアノロールを制作し、1919年までに合わせて3000巻以上を残した。その中には、クロード・ドビュッシーや、その他クラシック音楽の作品も含まれていた。
他方でアルントは、ラグタイム作品の組曲「A Symphonic Nightmare - Desecration Rag #1」の作曲もしていた。これに続いて、「From Soup to Nuts」も作曲した。1915年はじめ、アルントはニューヨークで、セントルイス交響楽団の専属声楽家で、優れたピアニストでもあった、ノラ・B・ロック (Nola B. Locke) に出会った。彼女を見初めたアルントは、彼女に捧げた歌「Nola」を書いたが、この曲は驚くほど華やかにピアニストの技量を披露しようとする作品であった。この曲は、これ以降に普及していったノベルティ的なスタイルの最初の例であった。
ノラと結婚したフェリックスは、「An Operatic Nightmare - Desecration Rag #2」とフォックストロット曲「Clover Club」を、1916年と1917年に出版した。ノラは、これらの作品の制作を手助けしており、クレジットもされた。1918年、スペインかぜが世界的流行（パンデミック）となり、ニューヨークはとりわけ大きな被害を受けた。既に肺炎に罹患していたアルントは、さらにインフルエンザに罹り、10月16日に29歳で没した。

## 作品リスト

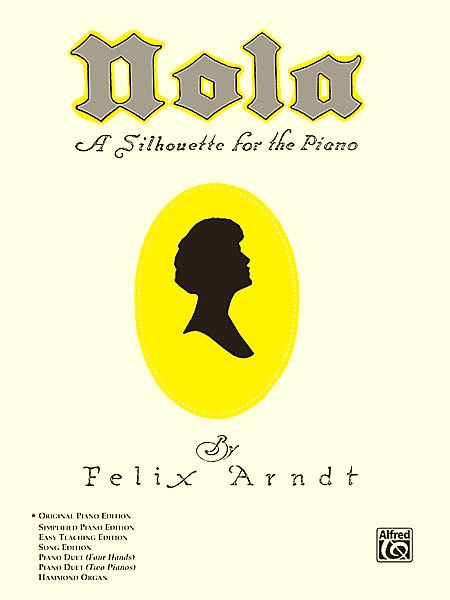
「Nola」（1916年）楽譜の表紙

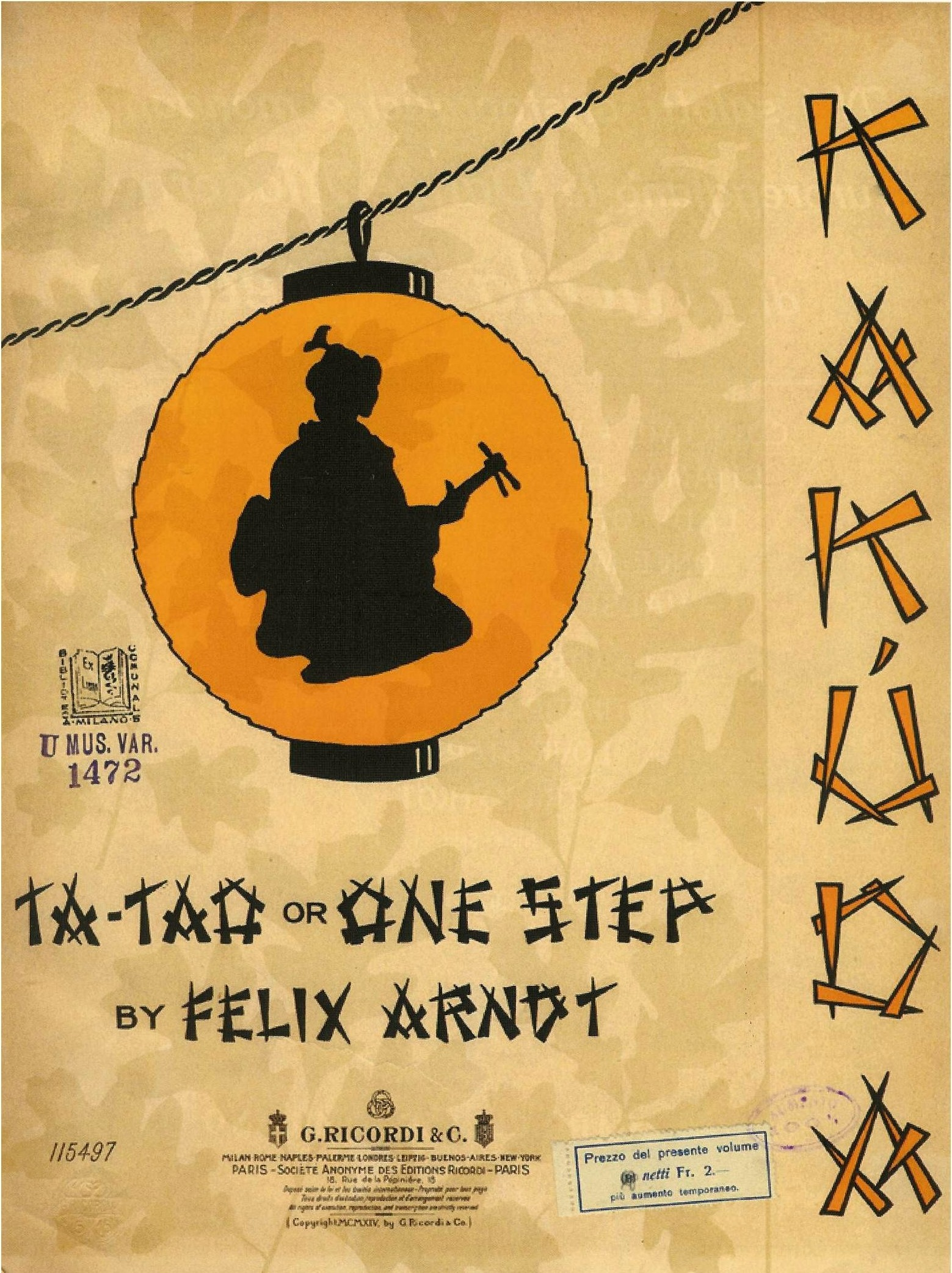
「Kakúda」（1914年）楽譜の表紙

### 1908年
- "71st Regiment" - Waltz

### 1911年
- "As Long As the Band Will Play" - ハロルド・アタリッジ（英語版） (Harold Atteridge) との共作
- "Snow Time" - バート・フィッツギボン (Bert Fitzgibbon) との共作
- "If That Ain't Love Wot Is?" - ルイ・ウェスリン (Louis Weslyn) との共作
- "When Sunday Rolls Around" - ルイ・ウェスリンとの共作
- "Night Time" - ルイ・ウェスリンとの共作

### 1913年
- "When You Know Why" - ルイ・ウェスリンとの共作
- "Ev'ry Rose Reminds Me of You" - ルイ・ウェスリンとの共作

### 1914年
- "A Symphonic Nightmare" - Desecration Rag #1
- "From Soup to Nuts" - Turkey Trot One Step
- "Kakúda" - One Step or Ta-tao

### 1915年
- "Toots" - A Rag One Step

### 1916年
- "Nola" - A Silhouette for the Piano
- "An Operatic Nightmare" - Desecration Rag #2

### 1917年
- "Marionette" - For the Piano

### 1918年
- "Clover Club" - A Fox Trot Classic
- "In the Shade of the Mango Tree" - ルイ・ウェスリンとの共作
- "My Gal's Another Gal Like Galli-Curci" - ルイ・ウェスリンとの共作

### 1922年
- "Nola" - Song  - ジェームズ・F・バーンズ (James F. Burns) との共作：死後出版